# Louvie-Soubiron
Louvie-Soubiron é uma comuna francesa na região administrativa da Nova Aquitânia, no departamento dos Pirenéus Atlânticos. Estende-se por uma área de 25,4 km². Em 2010 a comuna tinha 122 habitantes (densidade: 4,8 hab./km²).